# フォトグラファーズ・トーク
フォトグラファーズ・トーク (Photographers' Talk) は、新宿にある写真ギャラリー Place Mにて行われているトークショーのライブを収録したデジタル・コンテンツ・シリーズである。
トークショーは、毎回、写真家瀬戸正人をホストに、写真や出版、デザインなどの現場にいるゲストを呼び、開催。なかなか聞けない写真家の生の声、作品解説など、写真にまつわる貴重な話が紹介されている。
最新話はPhotographers' Talk vol.12。これまでの主なゲストは、町田覚、森山大道、須田一政、島尾伸三、金村修ほか。

## 過去のトークショーゲスト
※ 五十音順
- 金村修
- 鬼海弘雄
- 北島敬三
- 沢渡朔
- 島尾伸三
- 須田一政
- 長谷川明
- 町口覚
- 森山大道

## 作品
- Photographers' Talk 
  - vol. 1 北島敬三×瀬戸正人
  - vol. 2 森山大道
  - vol. 3 町口覚 × 瀬戸正人
  - vol. 4 須田一政 × 瀬戸正人 「4 CHOME, GINZA, TOKYO, 2008-2009」
  - vol. 5 須田一政 × 長谷川明 × 瀬戸正人 「風姿花伝」
  - vol. 6 須田一政 × 瀬戸正人 「角の煙草屋までの旅」
  - vol. 7 森山大道 × 瀬戸正人 「THE TOPICS」
  - vol. 8 島尾伸三 × 瀬戸正人 「中華幻記」
  - vol. 9 金村修 × 瀬戸正人 「コリアン • ルート」
  - vol.10 鬼海弘雄 × 瀬戸正人 「アナトリア」
  - vol.11 沢渡朔 × 瀬戸正人 「昭和三十五年」
  - vol.12 原芳市 × 瀬戸正人 「天使見た街」